# Los días del arcoíris
Los días del arcoíris de Antonio Skármeta, tracta sobre com el protagonista en l'afany d'aconseguir recuperar el pare que la dictadura li ha pres, retorna els colors i la il·lusió a la capital de Xile, en el que hi regna la dictadura militar de Pinochet.
La dictadura es va iniciar l'11 de setembre del 1973 i va finalitzar l'11 de març de 1990. El govern democràtic del president Salvador Allende va ser enderrocat per un cop d'Estat, les forces repressores van establir una Junta Militar de Govern que va ser presidida pel mateix cap de l'exèrcit, en Augusto Pinochet. La resta de la Junta de caràcter merament militar en els seus primers anys estava composta per José Toribio Merino, Gustavo Leigh i César Mendoza, en representació de l'Armada, la Força Aèria i Carabiners respectivament.

## Argument[calcitació]
El pare del d'en Nico és un professor de secundària i el seu fill, un jove estudiant. El professor es arrestat per la dictadura militar de Pinochet i el protagonista intenta recuperar el seu pare tot fent front al silenci i a la pròpia repressió inherents a la pròpia dictadura amb el suport incondicional de la seva parella Patricia Bettini . Quan el dictador el 1980 ofereix la possibilitat a la població d'escollir-lo a ell com a president durant 8 anys més en una suposada democràcia o bé, escollir a un president de debò, és llavors quan la gent recupera les esperances. La gent es reuneix i crea la "campanya del no" en la que reneguen de la continuïtat del mandat del dictador independentment de quin resulti el seu paper, és llavors quan retorna la alegria i les esperances, quan retornen els colors. Aquesta campanya disposa d'una cançó que evoca a la alegria que hi haurà un cop acabi la dictadura i tant el nostre protagonista com la seva parella hi han contribuït indirectament.
El paper dels indecisos va resultar fonamental per determinar la balança, aquest col·lectiu el formava tota aquella gent que es creia el que deien els mitjans controlats per la dictadura i pensava que sense el dictador, el país es submergiria en un caos irremeiable.

## Censura
Tot i que l'obra com a tal no ha estat ni censurada ni perseguida, el cert és que es posiciona en contra de la dictadura de Pinochet. Al llarg de la lectura, la novel·la s'enfoca en els moments més durs de la dictadura. Sens dubte es tracta d'una novel·la política i de reconciliació. L'obra es va publicar el 10/05/23, tot i haver-se publicat 33 anys després de la fi de la dictadura, encara la repressió i la censura que es va viure en el seu moment de manera pacífica i alegre.

## Recepció i crítica
Tot i haver-hi tota mena de comentaris, en general l'obra ha tingut una bona rebuda. La gent considera que ha entrat en matèria, que s'ha centrat en la campanya que hi va haver enfront la continuïtat de la dictadura. Alguns consideren que hi ha tensió dramàtica, sentit del humor, imaginació i esperança.
Ara bé, n'hi ha qui opinen que es tracta d'una obra caòtica i mal inventada amb molta política pel mig i personatges mal definits.
Afortunadament, a Amazon els comentaris son bàsicament bons, tenint en compte la repercussió d'aquesta plataforma, podem dir que està encara a dia d'avui aconseguint una bona imatge. En aquí, el consideren un llibre que t'enganxa i que narra com és degut la transició a la democràcia.

## Premis
En el seu moment va rebre el Premi Iberoamericà Planeta-Casa de Amèrica 2011, en la que se'n destacava el valor de la utopia en temps obscurs.